# عصر پهلوانان: روئین تنی
عصر پهلوانان یک بازی نقش آفرینی اکشن ویدئویی ایرانی سوم شخص است که در سال ۲۰۰۹ منتشر شد. ساخته شده، توسط راس گیمز و بنیاد ملی بازی‌های رایانه ای با حمایت بنیاد فردوسی منتشر شد.

## روایت قصه
داستان در ۹ دنیا، جهان زابل، سیستان:سرزمین سرسبز، سرزمین بیابانی، سرزمین کوهستانی می‌گذرد.